# Ol12
Ol12 – polskie oznaczenie austriackiego parowozu, zmodernizowanej na parę przegrzaną wersji parowozów serii 329 oznaczonej jako 429, firmy Staats-Eisenbahn-Gesellschaft o układzie osi 1'C1. Parowóz został zaprojektowany przez Karla Gölsdorfa.

## Historia
W latach 1909–1910 zbudowano 57 sztuk tego parowozu, które posiadały silnik sprzężony, suwaki płaskie oraz tłokowe. Następnie po modernizacji zbudowano w latach 1911–1917 197 sztuk oznaczonych serią 429.100 i 429.900. W latach 1911–1912 oraz w 1916 roku powstało 126 maszyn z silnikiem sprzężonym i dwoma suwakami tłokowymi. W latach 1913–1918 zbudowano 197 parowozów z silnikiem bliźniaczym.
Po I wojnie światowej na PKP znalazło się 106 parowozów tego typu, które obsługiwały pociągi osobowe w dawnym zaborze austriackim. W 1926 roku polskie koleje posiadały 46 parowozów tej serii z silnikiem sprzężonym oraz 60 maszyn z silnikiem bliźniaczym. W 1945 roku na kolei pracowało 47 maszyn tego typu. Po II wojnie światowej lokomotywy tego typu były jeszcze często wykorzystywane w południowej Polsce do prowadzenia pociągów osobowych, zwłaszcza na liniach o niewielkim ruchu. Obecnie jedyny egzemplarz Ol12-7 z 1912 znajduje się w skansenie kolejowym w Chabówce. Parowóz jest czynny, okresowo rozpalany. Jest to najstarszy w Polsce parowóz używany w ruchu. Do ok. 2015 roku był okresowo rozpalany i prowadził pociągi okazjonalne, a obecnie został odstawiony do odwołania (prawdopodobnie z przyczyny wygaśnięcia terminu rewizji). W 2012 roku w Chabówce podczas obchodów corocznej imprezy „Parowozjada” lokomotywa „obchodziła” swoje setne urodziny.

## Dane techniczne[1]

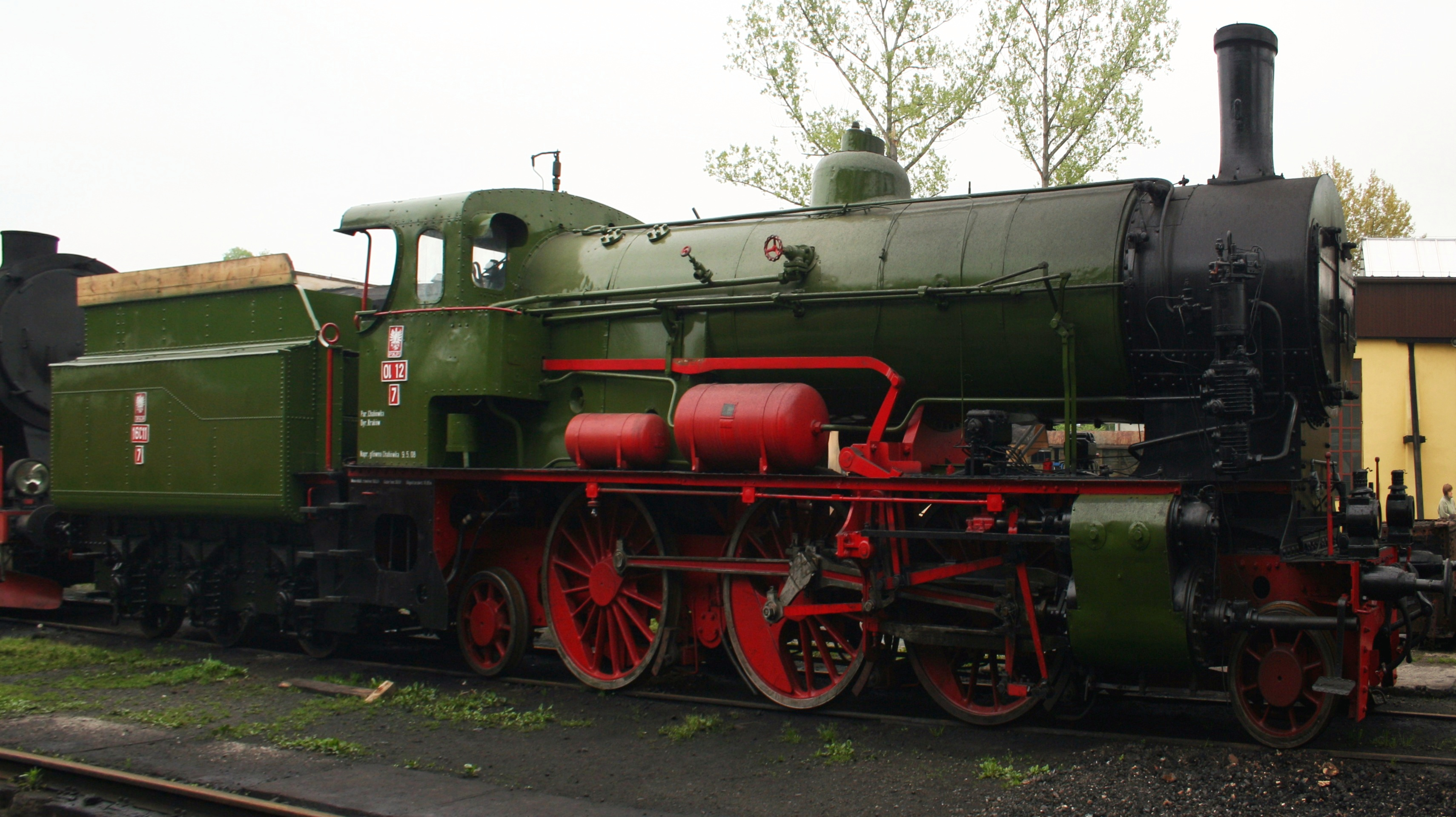
Parowóz Ol12-7

- średnica cylindrów – 475 mm (475/690 mm przy silnikach sprzężonych)
- skok tłoka – 720 mm
- średnica kół napędnych – 1574 mm
- ciśnienie pary w kotle – 15 at
- powierzchnia ogrzewalna kotła – 119,6 m²
- powierzchnia przegrzewacza – 30,0 m²
- powierzchnia rusztu – 3,1 m²
- masa służbowa – 61,2 t
- prędkość konstrukcyjna – 80 km/h
- tender serii – 16 Cl
- pojemność skrzyni na wodę – 16,0 m³
- pojemność skrzyni na węgiel – 6,8 t
- masa służbowa – 39,0 t

## Niektóre właściwości trakcyjne
Maksymalna siła pociągowa maszyny jest ograniczona jej przyczepnością. Tak też jest i w przypadku Ol12. Maksymalna siła pociągowa podczas rozruchu Ol12 wynosi 10 700 kG. Parowóz mógł ciągnąć na torze poziomym składy osobowe (wag. 2 i 3-osiowe) o masie 310 ton z prędkością 90 km/h lub 650 ton – 70 km/h.